# Hilario Rodríguez Malpica
Hilario Rodríguez Malpica Sáliva (Coatzacoalcos, Veracruz, 1889-Topolobampo, Sinaloa, 16 de junio de 1914) fue un marino y militar mexicano que participó en la Revolución Mexicana; alcanzando el grado de capitán de Fragata. Era hijo del contralmirante Hilario Rodríguez Malpica Segovia, quién fuera jefe de Estado Mayor del presidente Francisco I. Madero y de Margarita Sáliva O´Neill.
El capitán Rodríguez Malpica, con su decidida oposición a la usurpación de Victoriano Huerta a la presidencia y su heroica acción al mando del cañonero Tampico, es uno de los principales héroes navales mexicanos, aunque poco reconocido.

## Biografía
Hilario Rodríguez Malpica Sáliva, nació en el puerto de Coatzacoalcos, Veracruz, el 2 de noviembre de 1889. Realizó sus estudios primarios en la Ciudad de México y el 5 de enero de 1904 solicitó su ingreso a la Escuela Naval Militar, ubicada en el puerto de Veracruz y fue rechazado por falta de cupo. Con sus escasos quince años finalmente ingresó a la Escuela Naval Militar, siguiendo los pasos de su padre. Tres años después logró su primer ascenso a Cabo de Alumnos y al año siguiente obtuvo el ascenso a Aspirante de Tercera. En la Escuela Naval Militar fue un alumno indisciplinado, como señala su hoja de conducta y a la vez, un estudiante destacado en el ámbito académico. El Director de la Escuela Naval, el Capitán de Navío Manuel Azueta Perillos, ascendió a Rodríguez Malpica al grado de Aspirante de Primera del Cuerpo General Permanente. Formó parte de la dotación del cañonero Bravo y hacia el año de 1910, estuvo comisionado en el velero Yucatán, cañonero Morelos, transporte Progreso y en la corbeta-escuela Zaragoza, buques de guerra donde realizó sus prácticas y viajes por los litorales del Golfo de México y el Mar Caribe.
El 13 de noviembre de 1911, inició sus exámenes para culminar sus estudios. A bordo del velero Yucatán, cursó la asignatura de Maniobra y en el cañonero Morelos, la de Artillería. Rodríguez Malpica destacó en las materias de: Astronomía, Navegación, Maniobra y Artillería. El 25 de noviembre del mismo año se le expidió el despacho de Subteniente de la Armada Nacional y ese mismo día se le comisionó para cubrir una plaza como Aspirante de Primera a bordo del cañonero Tampico. El buque de guerra formaba parte de la flotilla del Pacífico, operando en las costas de Sonora y Sinaloa con la misión de transportar  tropas, armas, municiones y víveres a las tropas que defendían los puertos controlados por las fuerzas del usurpador Victoriano Huerta (fuerzas huertistas o federales). Después de una licencia médica, Rodríguez Malpica se reincorpora el 22 de marzo de 1912 al cañonero Tampico, a las órdenes del Capitán de Fragata Ignacio Torres. Durante los meses de junio, julio y agosto, la actividad de los marinos en el Pacífico fue constante, por esta razón, muchos de ellos fueron galardonados por acciones e combate. Este fue el caso del subteniente Hilario Rodríguez Malpica Sáliva, quien adquirió valiosa experiencia después de realizar algunos desembarcos para luchar contra los opositores a Victoriano Huerta. Rodríguez Malpica obtuvo el Diploma correspondiente para el uso de la Condecoración del Mérito Naval de Segunda Clase, por la toma del puerto de Topolobampo, Sinaloa, y por otro lado, el 11 de noviembre de 1913 recibió el Despacho para su ascenso a Primer Teniente. No obstante sus ascensos y reconocimientos, Rodríguez Malpica estaba claramente en desacuerdo con el apoyo de la Marina de Guerra al presidente usurpador, no obstante que manejo con suficiente discreción para con sus superiores.
El 24 de febrero de 1914 el cañonero Tampico se encontraba defendiendo el puerto de Guaymas, Sonora, sitiado por las fuerzas constitucionalistas del general Venustiano Carranza Garza, cuando el teniente Rodríguez Malpica, con apoyo de algunos oficiales y tripulantes, apresó a su capitán y algunos oficiales de su confianza y tomó el control del cañonero. Después de asegurar a los prisioneros ordenó a algunos de sus seguidores y cómplices que encendieran los motores para tomar impulso y tratar de embistir al cañonero General Guerrero anclado muy cerca de su posición. La intención era dañarlo y dejarlo fuera de servicio antes de que su tripulación pudiera hacer algo; sin embargo al tratar de abandonar el muelle el cañonero se sacudió violentamente, sufriendo algunos daños en el timón por una amarra que no fue soltada a tiempo, posiblemente por error o por algún marinero leal al huertismo. La nave viró sin control y tras recuperar el timón se navegó a vela,  rumbo  al puerto de Topolobampo, capturado unos días atrás por los constitucionalistas. Mientras la nave se alejaba lentamente sin ser vista, se procedió a evaluar los daños e intentar repararlos. La navegación era lenta pero la vela le permitió a Rodríguez Malpica, llegar cerca de Topolobampo. Previniendo un ataque por parte de los constitucionalistas, destino algunos hombres de su confianza para desembarcar, establecer contacto con el general Álvaro Obregón, Jefe del Cuerpo Constitucionalista del Noroeste y explicarle su adhesión a la causa. Los emisarios lograron hacer contacto e informaron de su defección del bando huertista. Obregón envía una comisión urgente que visitó el buque y ascendió al Primer Teniente Rodríguez Malpica a Capitán de Fragata, otorgándole el mando oficial del cañonero. Así fue como el cañonero Tampico se convirtió en el primer buque de guerra del Ejército Constitucionalista. En respuesta al hecho, Victoriano Huerta ordenó el envío de los cañoneros Morelos y General Guerrero a Topolobampo para dar caza al rebelde Tampico, que se encontraba anclado en el puerto.
Los buques huertisatas tomaron posiciones en la Bahía de Topolobampo, bloqueando el canal de navegación que permite la salida del buque rebelde a mar abierto. El primer combate naval se verificó el 4 de marzo de 1914 sin mayores daños. Días después, el director del Varadero Nacional, Teniente Mayor Leopoldo Hernández Aceves, recibió la orden de utilizar al mercante Alejandro y un antiguo buque de la Armada, el Demócrata, como obstáculos para reforzar el bloqueo del canal de navegación que da acceso a mar. El cañonero Morelos recibe nuevas órdenes y abandona el bloqueo dejando al Capitán de Navío Ignacio Arenas, comandante del General Guerrero, a cargo. Por su parte, el General Guerrero observaba cuidadosamente los movimientos del Tampico, atacándolo cada vez que este intenta abandonar el puerto. El 31 de marzo de 1914, el Tampico hace un nuevo intento de salida y se enfrentó al General Guerrero por más de cuatro horas, entre de Punta Copas y Punta Prieta, Sinaloa. Al acercarse ambos buques a menos de 2,000 metros, las superiores características artilleras y de maniobrabilidad del buque huertista le proporcionan graves daños al Tampico, alcanzándolo en repetidas ocasiones bajo su línea de flotación. Los proyectiles de las baterías principales consiguieron perforar el casco de la nave rebelde y causarle importantes vías de agua. El Tampico, gravemente dañado, se retira sin dejar de disparar hacia Punta Prieta, donde encalla intencionalmente en un banco de arena. La ingeniosa maniobra de su Capitán evitó que el buque se hundiera completamente dejando activos sus cañones que seguían disparando contra el General Guerrero. No obstante lo acertado de la maniobra, el buque quedó inmovilizado convirtiéndose en un blanco fácil para la artillería del General Guerrero. Las fuerzas de Obregón, que observaban el combate desde la costa, apoyan a su buque con un fuego artillero que resultó ineficaz, al quedarse corto. Sin dejarse intimidar, el cañonero General Guerrero maniobró para rematar al varado Tampico, cuando uno de sus vigías detecta un aeroplano que se acerca lentamente a la zona de combate. El biplano tripulado por el capitán de aviación Gustavo Salinas Carmiña enfila hacia el buque huertista para atacarlo con bombas artesanales.
La aeronave tipo Martin Pusher denominada Sonora, dio varias pasadas sobre el cañonero enemigo para soltar sus bombas. Las bombas rudimentariamente construidas no estaban diseñadas para ataques sobre el mar, así que golpean la superficie del agua sin explotar, mientras el General Guerrero maniobraba para evadirlas defendiéndose con fuego de fusilería desde la cubierta. El ataque aéreo aunque técnicamente fallido porque los proyectiles no alcanzaron su blanco, si lograron preocupar al Capitán del General Guerrero quien prudentemente ordenó la retirada de su buque aguas afuera, hasta ponerlo a salvo de la aeronave. De esta manera, el Tampico se salvaba del General Guerrero que finalmente se retiró del lugar sabiendo que el Tampico estaría fuera de combate por algún tiempo. Esta hazaña es conocida como la Batalla de Topolobampo. El hecho de armas fue cubierto por espectadores locales, militares constitucionalistas y algunos marinos estadounidenses a bordo de buques estacionados en la zona, que difundieron lo sucedido a nivel mundial. Se trataba de una de las primeras batallas aeronavales del mundo, donde la intervención de la aviación militar tuvo un papel decisivo al cambiar el resultado de una batalla naval. Los diseñadores navales de la época, tomaron nota y a partir de entonces comenzaron a equipar los buques de guerra con artillería antiaérea. Las reparaciones en el cañonero Tampico iniciaron de inmediato y meses después, fue puesto a flote dando inicio a pruebas de navegación.
Las fuerzas huertistas, alertadas por oficiales navales norteamericanos, enviaron nuevamente al General Guerrero a Topolobampo, para rematar al Tampico. El 16 de junio del mismo año, intentando salir por la barra, el Tampico se enfrentó por segunda y última vez al General Guerrero, quien nuevamente aprovechando su maniobrabilidad y superioridad artillera le ocasionó serios daños. Con el buque hundiéndose y la tripulación fuertemente castigada por el fuego enemigo, el Capitán Rodríguez Malpica ordenó a sus hombres abrir la válvulas de inundación y abandonar la nave. Los hombres sanos ayudaron a los heridos a subir a las lanchas. El buque rebelde, envuelto en un denso humo, se hunde en pocos minutos convirtiendo el lugar en una tumba de guerra. Siendo el último en abordar la lancha, el Capitán del Tampico, tras meditarlo un poco, toma su pistola de cargo y se suicida frente a sus hombres que miran impotentes. De esta manera, Hilario Rodríguez Malpica evita la vergüenza de ser capturado. Los marinos huertistas, los constitucionales sobrevivientes y los marinos norteamericanos que observaron todo el combate, le rindieron honores por su valentía y sacrificio con un largo silencio.
Sobre la muerte del Capitán Malpica, Álvaro Obregón escribió lo siguiente:

El Comandante Malpica se privó de la vida contando apenas con 24 años de edad, y con este hecho se hizo pasar al reducido número de los que tienen el privilegio de perpetuar su nombre y el legítimo derecho de hacer venerable su recuerdo.

El cadáver de Rodríguez Malpica fue trasladado al puerto de Mazatlán, Sinaloa. La tripulación del General Guerrero hizo un ataúd con las tablas de algunas cajas, para depositar el cuerpo sin vida del marino revolucionario. El cajón fue forrado con lienzos negros y, sobre él, los tripulantes del Guerrero pintaron una alegoría marina fúnebre, con una leyenda al pie: Armada Nacional-R.I.P. Como parte de la solidaridad, respeto y caballerosidad ante un compañero, un colega, un marino caído, el Comandante del Guerrero, Capitán de Navío Ignacio Arenas, y su tripulación adquirieron una fosa a perpetuidad en el cementerio de Mazatlán, para depositar los restos mortales de Hilario Rodríguez Malpica Sáliva, quien durante los últimos días de su vida, tuvo que tomar decisiones muy importantes, extremas y severas que terminaron con su vida el 16 de junio de 1914. La hazaña del distinguido marino ha sido recordada durante los años posteriores a su muerte. Algunos diarios publicaron artículos en donde se reconoció su aportación durante la revolución; también se le dedicaron algunas poesías y, ya establecidos los gobiernos emanados de la Revolución, durante el sexenio de Adolfo López Mateos. El 1 de junio de 1965 se develó una placa conmemorativa con una efigie de mármol cuya leyenda dice: “Hilario Rodríguez Malpica, el Marino de la Revolución”. Esta placa en la actualidad se encuentra entre las calles de Arcos de Belén y el Eje Central Lázaro Cárdenas, en la plaza que lleva su nombre, frente al Registro Civil de la Ciudad de México. Desgraciadamente la leyenda ya no se alcanza a leer por el deterioro causado por la falta de mantenimiento.